# Vad (Brașov)
Vad (in ungherese Vád, in tedesco Waadt, Waden) è un villaggio del comune di Șercaia, ubicato nel distretto di Brașov, nella regione storica della Transilvania, Romania.